# Aschistophleps murzini
Aschistophleps murzini is een vlinder uit de familie wespvlinders (Sesiidae), onderfamilie Sesiinae.
Aschistophleps murzini is voor het eerst wetenschappelijk beschreven door Gorbunov & Arita in 2002. De soort komt voor in het Oriëntaals gebied.